# すす

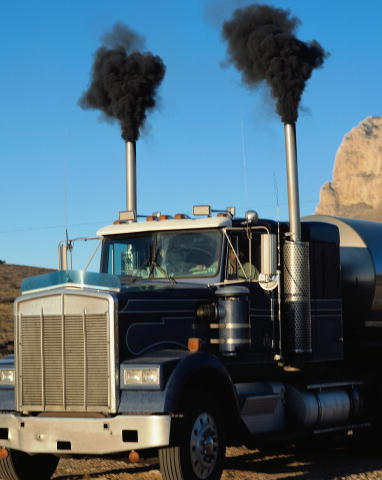
煤を含んだディーゼルトラックの黒煙

すす（煤）は、有機物が不完全燃焼を起こして生じる炭素の微粒子や、建築物の天井などに溜まるきめの細かい埃のこと。
概ね過去の生活様式となったが、室内の照明に油脂やロウソクを使用したり、暖房に囲炉裏や暖炉を使うことで、すすが室内に溜まるのが日常であった。今でもこうした照明を用いる寺院や教会では、すすが発生している。また、燃焼に伴う煙中の微粒子だけに限らず、室内に溜まる細かな粒子状の汚れを指してすすと呼ぶことがある。
すすの実体は詳しくは解明されていない。すすは物質としては黒鉛に近いが、薄膜状にならず、微細な粒子が多数寄り集まって構成されているのが判っている。
なお、すすは炭素を主成分とする顔料でもあり膠（にかわ）とともに製墨原料となる。

## 物理

### 生成機構
燃焼によって生じるすすは、燃料の熱分解過程で酸素が不足していたことを物語っており、燃焼ガス中で油滴や微粉炭中の残炭分が重合して未燃のまま排出される。すすの多くが炭素原子から構成されていることが判っており、他にも1 - 3 %程の水素を含み、また、燃料の純度が劣る場合には灰分を多く含む。
すすの生成機構の最初の分子レベルでの初期状態に関して、主に3つの説が存在する。
1. 多環芳香族炭化水素（Polynuclear aromatic hydrocarbon, PAH）を経由して生成される
2. アセチレンを経由して生成される
3. C3H3+やCHO+のような炭化水素イオンを経由して生成される

当初は電荷を帯びた巨大分子だったものが電気的に引き合うことで凝縮し、ごく微細な液体状や固体状となった粒子同士が衝突と合体を繰り返しながら、脱水素反応を起こして数nm-数十nm程度の固体の球状粒子に成長してゆく。球状粒子の状態で酸化されることもある。この球状粒子は電荷によって数珠繋ぎになり、やがてぶどうの房状に集まって数十nm-数百nm程度の大きさの凝集体を作り上げる。この凝集体は、互いの煙路や排気経路付近に堆積することでさらに大きな粒子の煤煙となる。

### 燃焼への寄与
ボイラーなどで火炎の中に一時的に生じるすすは、熱線を放つことで燃焼に寄与している。燃焼時にOH、CH、C2といったラジカルが放つ化学発光の波長は青色や紫外線領域の狭いバンドで発光するものが多く、加熱源としてはあまり有効でないが、高温の固体であるすすが放つ赤外線領域の連続スペクトルでの放射光が周囲の燃料を輻射により加熱することで燃焼を助ける働きをしている。このような炎を輝炎と呼び、すすをまったく生じない不輝炎と比べると強力な赤外線を放射する。

## 環境と人体への影響
すすは自動車や工場の排気にも含まれ、あらゆるものに降り注ぎ、時に洗濯物を汚したり汚濁の原因となるので嫌われる。健康被害については、単体の炭素には毒性はないが、その化合物であるPAHは発癌性も持つものが多く、皮膚に暴露すると煙突掃除人癌（皮膚がん）を引き起こす。また、すすは微粒子であるため吸い込むことで喘息や肺がんなどの呼吸器疾患の原因となる。また他の有害物質を吸着することで、人体に与える影響が大きくなるとの説もある。構成要素としてブラックカーボンを含み、環境汚染の文脈ではほぼ同義語として扱われる。

## すすの利用
すすは炭素を主成分とする顔料として利用される。書画で使われる墨はすすを原料として作られる。製墨原料のすすは油煙煤と松煙煤に大きく分けられる。小さな小屋の内部でロウソクや菜種油を使った灯明、松脂を多く含むアカマツやクロマツの根などを焚き、内部にたまったススを膠などで固めたものである。同じロウソクの燃焼から、親水性と疎水性のすす微粒子膜が両方作成できることが報告されている。